# رینو پوچی
رینو پوچی (ایتالیایی: Rino Pucci; ۲۹ ژانویهٔ ۱۹۲۲ – ۱۰ دسامبر ۱۹۸۶) دوچرخه‌سوار اهل ایتالیا بود.
وی در مسابقات کشوری و بین‌المللی در مجموع برندهٔ ۱ مدال نقره شده‌است.